# Döröske
Döröske là một thị trấn thuộc hạt Vas, Hungary. Thị trấn này có diện tích 4,4 km², dân số năm 2010 là 84 người, mật độ 19 người/km².